# Parco nazionale di Oulanka
Il parco nazionale di Oulanka (in finlandese:Oulangan kansallispuisto )  è un parco nazionale della Finlandia, nella Provincia di Oulu e nella Provincia della Lapponia. È stato istituito nel 1956, ampliato nel 1982 e nel 1989 e occupa una superficie di 270 km².